# اینهوکا
اینهوکا (به لاتین: Inhuca) یک منطقهٔ مسکونی در آنگولا است که در استان کابیندا واقع شده‌است.